# Bridgnorth
Bridgnorth – miasto i civil parish w Wielkiej Brytanii, w Anglii, w regionie West Midlands, w hrabstwie Shropshire, w dystrykcie (unitary authority) Shropshire. W 2011 roku civil parish liczyła 12 079 mieszkańców.
W tym mieście ma swą siedzibę klub piłkarski – Bridgnorth Town F.C.